# Tamenglong (huyện)
Huyện Tamenglong là một huyện thuộc bang Manipur, Ấn Độ. Thủ phủ huyện Tamenglong đóng ở Tamenglong. Huyện Tamenglong có diện tích 4460 ki lô mét vuông. Đến thời điểm năm 2001, huyện Tamenglong có dân số 111493 người.